# وسادة هوائية للطائرات

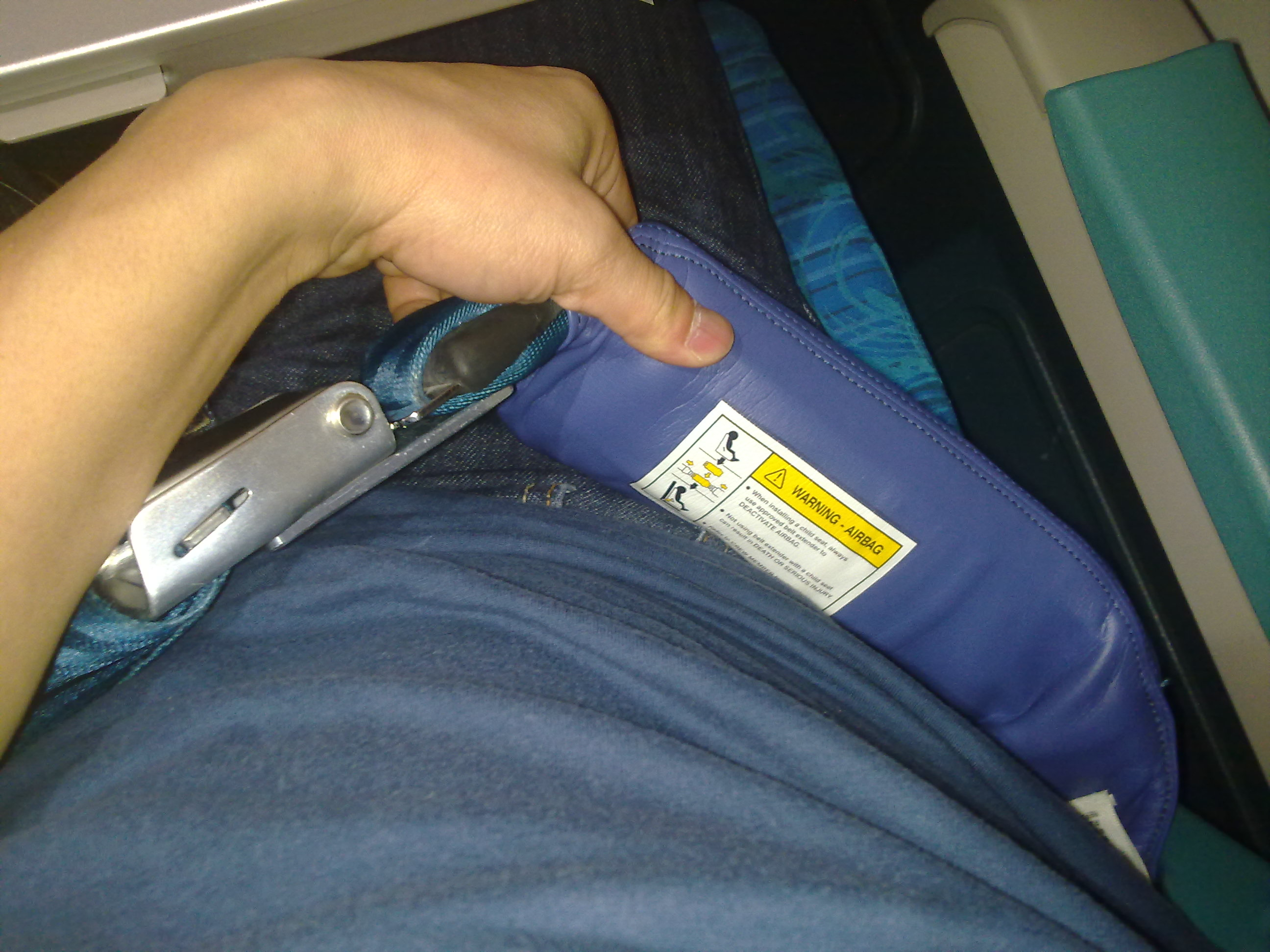
وسادة هوائية للطائرة على متن طائرة كاثي باسيفيك إيرباص A330

الوسائد الهوائية للطائرات (Airplane airbags) هي وسائد هوائية توجد في أحزمة المقاعد في بعض الطائرات. وهي مصممة لتقليل تأثير الاصطدامات مع الإصابات الطفيفة. اعتمادًا على اختيار شركة الطيران للتركيب، غالبًا ما يتم تثبيت الوسائد الهوائية للطائرات في الدرجة الأولى ودرجة رجال الأعمال والدرجة الاقتصادية الممتازة والمقاعد ذات الحاجز الاقتصادي / صف الخروج. يمكن لآلية تحديد موقع حزام الأمان أن تمنع الاستخدام المتزامن مع موسعات حزام الأمان؛ على سبيل المثال، يؤدي استخدام موسعات حزام الأمان إلى تعطيل آلية الوسادة الهوائية. نتيجة لذلك، قد تطلب بعض شركات الطيران من مستخدمي موسع حزام الأمان إعادة اجلاسهم على مقاعد بدون وسائد هوائية.
تشمل شركات الطيران التي تستخدم الوسائد الهوائية على سبيل المثال لا الحصر:
| طيران أستانا                | B767-300 |
| الطيران الكندي              | A319-112 / 114 ،A320-214 ،A321-211 ،767-300ER ،A330-300 ،777-233LR ،777-333ER |
| الخطوط الجوية الفرنسية      | A330-200 ،777-300ER |
| طيران نيوزيلندا             | 747-400، 777-300ER ،777-200ER (درجة الأعمال) ، A320-232SL |
| خطوط ألاسكا الجوية          | 737-900 (الدرجة الأولى) |
| أليتاليا                    | A330 |
| أفيانكا                     | A319،A320-200، 787-8 (جميعها في درجة الأعمال) |
| الخطوط الجوية الأمريكية     | 737-800 (مقاعد الصف الأول والدرجة الفاصلة، 777-200ER (درجة الأعمال)، 777-300ER (درجة الأعمال)، A319 (الدرجة الأولى، المقصورة الرئيسية: مقاعد صف الخروج والمخارج)، A321T (الدرجة الأولى) |
| الخطوط الجوية البريطانية    | A321-200 (عالم النادي) |
| كاثي باسيفيك                | 777-300ER ،A330-300 ،A340 ،A350 ،777-300 |
| الخطوط الجوية الصينية       | 777-300ER |
| خطوط دلتا الجوية            | 767-300ER ،767-400ER ،777-200ER ،777-200LR (BusinessElite فقط) ، 717-200 (Comfort Plus فقط)، A321 درجة الأعمال الصف 1 عند الحاجز.                                                       |
| الإمارات                    | A340-500 |
| فينير                       | A330-300 (درجة الأعمال فقط)، A350-900 (درجة الأعمال فقط) |
| ايبيريا                     | A340-600 |
| KLM                         | B787-9 ،B787-10 ،B777-200 ،B777-300ER |
| خطوط الطيران السنغافورية    | A340-500 ،A350-900 ،A380-800 ،B777-300ER |
| الخطوط الجوية لجنوب افريقيا | A340-600 |
| سبيريت ايرلاينز             | A320 |
| سويسرا للطيران              | A330-300 (درجة رجال الأعمال والدرجة الأولى فقط) |
| الخطوط الجوية التايلاندية   | 787-9 (درجة الأعمال) |
| يونايتد ايرلاينز            | 737-9MAX ،767-400ER (درجة رجال الأعمال والدرجة الأولى فقط) |
| فيرجين أتلانتيك             | 747-400، A340-600 ،A340-300 |
| فيرجن أستراليا              | A330-200 ،777-300ER |